# Осредак (Станари)
Осредак је насељено мјесто у општини Станари, Република Српска, БиХ. Према прелиминарним подацима пописа становништва 2013. године, у насељу је живјело 290 становника.

## Знаменитости

#### Археолошко налазиште

##### Грчко гробље
Локалитет Грчко гробље се налази на граници са Кулашима (општина Прњавор). Смјештен је на брду Грдељ, на садашњем православном гробљу. Локација је откривена почетком педесетих година прошлог вијека. Том прилико је пронађено око 20 средњовјековних мрамора у облику плоча и кубета, који су већим дијелом утонули у земљу. Наведена некропола садржи 11 споменика, од тога пет сандука и шест аморфних мрамора. Године 2010, на гробљу је пронађено 14 мрамора-четири плоче, три аморфна и три кубаста мрамора. Од тога, два су у облику кугле, док су два мрамора више аморфног облика. Сви мрамори дужом страном орјентисани су у правцу исток-запад. Највећи дио мрамора утонуо је у земљу, обрастао у коров, а један дио уништен је приликом сахрана у овом гробљу. Најпознатији налаз на том гробљу, 1962. године, је надгробни споменик у облику кубета, пречника 0,58 метара. На споменику је сачуван само крај урезаног ћириличног натписа: се писа дијак кнеза Хрватина, док је почетак уништен. Претпоставља се да натпис датира с краја 13. или почетка 14. вијека. Споменик са натписом се налази у ЈУ Музеју у Добоју.
У „Археолошком лексикону“ наводи се постојање ове некрополе, под називом „Грчко гребље, Осредак“.

## Становништво
| Демографија | Демографија | Демографија |
| Година      | Становника  | Становника  |
| ----------- | ----------- | ----------- |
| 1961.       | 603         |             |
| 1971.       | 707         |             |
| 1981.       | 730         |             |
| 1991.       | 605         |             |
| 2013.       | 290         |             |